# مينيشا لامبا
مينيشا لامبا ممثلة هندية وُلدت في 8 يناير 1985 في ولاية البنجاب (الهند). وُلدت في عائلة بنجابية من السيخ.

## الحياة الشخصية
عندما كانت تكبر، كان والدها في مجال الضيافة مما اعطى لامبا الفرصة للسفر في جميع أنحاء البلاد ومقابلة العديد من الناس. يمكنها ان تتحدث الهندية، البنجابية، والإنكليزية بطلاقة.

## حياتها المهنية
كان طموح لامبا طويل الأجل هو أن تصبح صحافية. في حين كانت تدرس للحصول على شهادة البكالوريوس في دلهي، سعت لامبا للعمل في عرض الأزياء على سبيل الهواية وسرعان ما أصبحت عارضة في وضع جيد في صناعة عروض الأزياء الهندية. أمثلة من عمل لامبا في عروض الأزياء تشمل الاعلانات التلفزيونية لعدة شركات مثل شركة إل جي وسوني وكادبوري، Hajmola، هاتف هوائي، Sunsilk، وغيرها أيضا. في عام 2004، تخصصت في اللغة الإنجليزية مع مرتبة الشرف من ميراندا هاوس ، جامعة دلهي.
ثم جاء فيلمها الأول في عام 2005 بعنوان "Yahaan"، الذي قام بإخراجه شوهيت سيركار. في عام 2008، قالت انها مثلت في فيلم سيدهارث أناند باشنا آ حاسينو الذي تألق في بيباشا باسو، ديبيكا بادوكون مع رانبير كابور في أدوار البطولة. هذا الفيلم من إنتاج أفلام ياشراج. سوف تظهر قريبا في فيلم شيام بينيجال الذي سيصدر في منتصف أيلول / سبتمبر. وهو فيلم يدور حول علاقة أب وابنته بطولة بومان إيراني في دور والدها.

## قائمة أفلامها
| العام | عنوان الفيلم                      | الدور                  | ملاحظات أخرى                                   |
| ----- | --------------------------------- | ---------------------- | ---------------------------------------------- |
| 2005  | Yahaan                            | إدارة الجنسية والإقامة | رشح، لجائزة فيلمفلير لأفضل ظهور لانثى لأول مرة |
| 2006  | الشركات                           | ميغا إمارات المهرجان   |                                                |
| 2006  | صخري : الثائر                     | برايا                  |                                                |
| 2006  | أنتوني Kaun هاي                   | وقال جيا R. شارما      |                                                |
| 2007  | رحلات شهر العسل الجندي. المحدودة. | زارا                   |                                                |
| 2007  | هيا بابى                          |                        | حجاب مظهر                                      |
| 2007  | Duş Kahaniyaan                    | ميني                   |                                                |
| 2008  | اناميكا                           | وقال جيا راو           |                                                |
| 2008  | شوريا                             | مي                     |                                                |
| 2008  | Bachna عزت Haseeno                | ماهي / ماهي أهلواليا   |                                                |
| 2008  | خطف                               | سونيا العذاب           |                                                |
| 2009  | أبا كا Kaun                       |                        |                                                |
| 2009  | مصنع حمض                          |                        |                                                |

### برنامج تلفزيوني
- Chhoona هاي Aasmaan ظهور خاص

## وصلات خارجية
- مينيشا لامبا على موقع IMDb (الإنجليزية)
- مينيشا لامبا على موقع ألو سيني (الفرنسية)
- مينيشا لامبا على موقع أول موفي (الإنجليزية)
- مينيشا لامبا على موقع قاعدة بيانات الفيلم (الإنجليزية)
- مينيشا لامبا على موقع كينوبويسك (الروسية)